# Masala (Musikfestival)

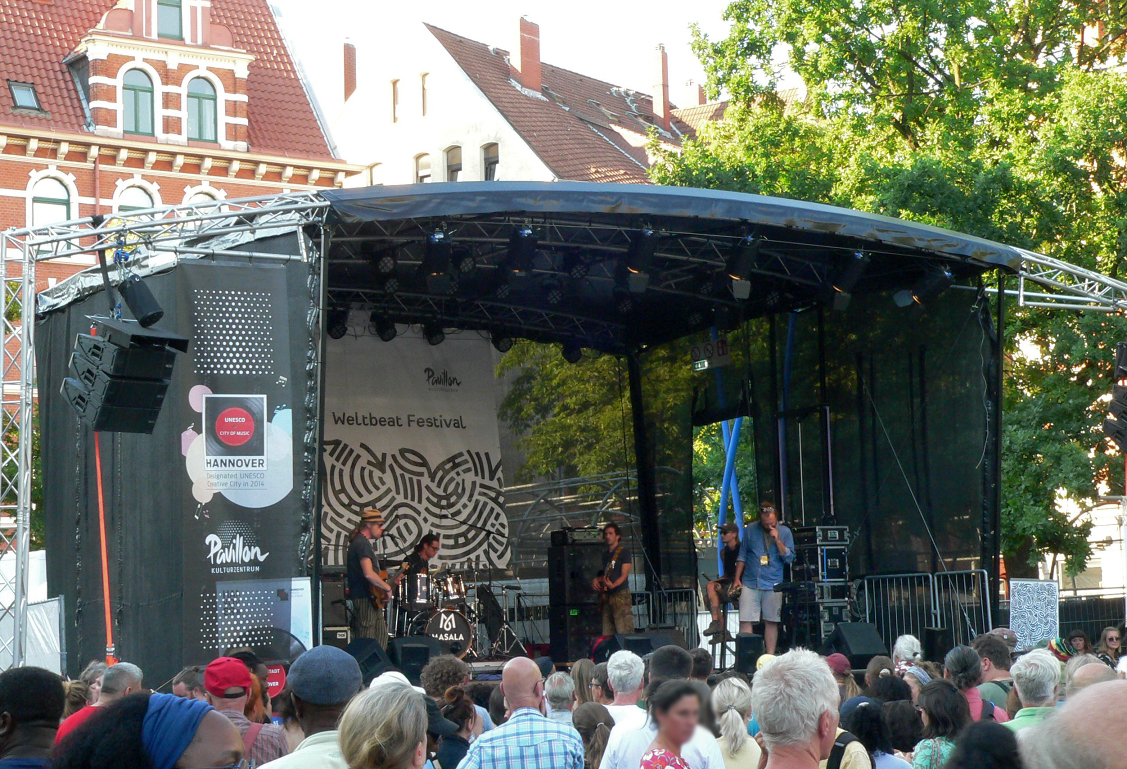
Festivalbühne beim Masala Weltmarkt auf dem Weißekreuzplatz, 2022

Das Masala Weltbeat Festival war ein deutsches Festival für Weltmusik. Jährlich besuchten circa 5000 Menschen die Konzerte des Hauptprogramms und weitere 15.000 die Open-Air-Veranstaltung Masala Weltmarkt. Das Festival fand von 1995 bis 2022 jedes Jahr im Sommer für meist neun Tage in der niedersächsischen Landeshauptstadt Hannover und in der Region Hannover statt. Der Masala Weltmarkt soll mit einer jährlichen Veranstaltung fortgesetzt werden. 

## Beschreibung
Erstmals wurde das größte norddeutsche Weltmusikfestival 1995 im Kulturzentrum Pavillon veranstaltet. Seither fanden die Konzerte sowohl im Kulturzentrum Pavillon, auf dem angrenzenden Andreas-Hermes-Platz und an ausgewählten Orten in der Region Hannover statt, wie in der Kornbrennerei H. Warnecke in Bredenbeck, im Schloss Landestrost in Neustadt am Rübenberge oder auf dem Gut Adolphshof im Hämelerwald. Gründer sind der Leiter des Pavillons Christoph Sure sowie Gerd Kespohl, der bis 2018 Booker im Kulturzentrum Pavillon war, das Masala Festival aber auch danach leitet.
Der Name der Veranstaltung geht auf den indischen Begriff Masala zurück, der eine scharfe, indische Gewürzmischung beschreibt. Die Veranstalter des Festivals erklärten, ihr Programm sei genauso vielfältig und von verschiedenen Kultureinflüssen durchdrungen wie die Gewürzmischung.
Das Festival präsentierte hauptsächlich internationale Künstler, aber auch deutsche Musiker. Während in den Anfangsjahren ein Schwerpunkt des Festivals auf afrikanischer Musik lag, wurde das musikalische Spektrum seit 2007 erweitert und dem veränderten Publikumsgeschmack angepasst. Seither changierte das Festival zwischen traditioneller, puristischer Weltmusik und modernen Einflüssen. Neben Folklore, Jazz, Blues und Fado fanden sich Reggae, Ska Dancehall, Gypsy sowie Hip-Hop und Cumbia. Es gab auch Musikgruppen, die hauptsächlich elektronische Musik präsentierten. Seit 1995 waren mehr als 300 verschiedene Künstler aus über 80 Ländern zu Gast. Auf der MASALA-Bühne standen bereits internationale Stars der Weltmusik wie Gilberto Gil aus Brasilien, Salif Keita, Habib Koité und Fatoumata Diawara aus Mali, Pat Thomas aus Ghana, Christina Branco aus Portugal, Tony Allen aus Nigeria, Doctor Krapula aus Kolumbien, Babylon Circus aus Frankreich, aber auch deutsche Musiker wie Meret Becker, Bukahara und 17 Hippies.
Neben den Konzerten des Hauptprogramms bot das Festival ein umfangreiches Rahmenprogramm, das seit 2016 an ein Schwerpunktthema gebunden war. Unter diesem Thema fanden Lesungen, Ausstellungen, Diskussionen, Theatervorstellungen oder Workshops statt. 2016 widmete sich das Festival dem Thema „Luft“, 2017 „Grenzen“ und 2018 wurde unter dem Thema „World Music Circus“ ein Zirkusspektakel in Kombination mit Weltmusik veranstaltet.

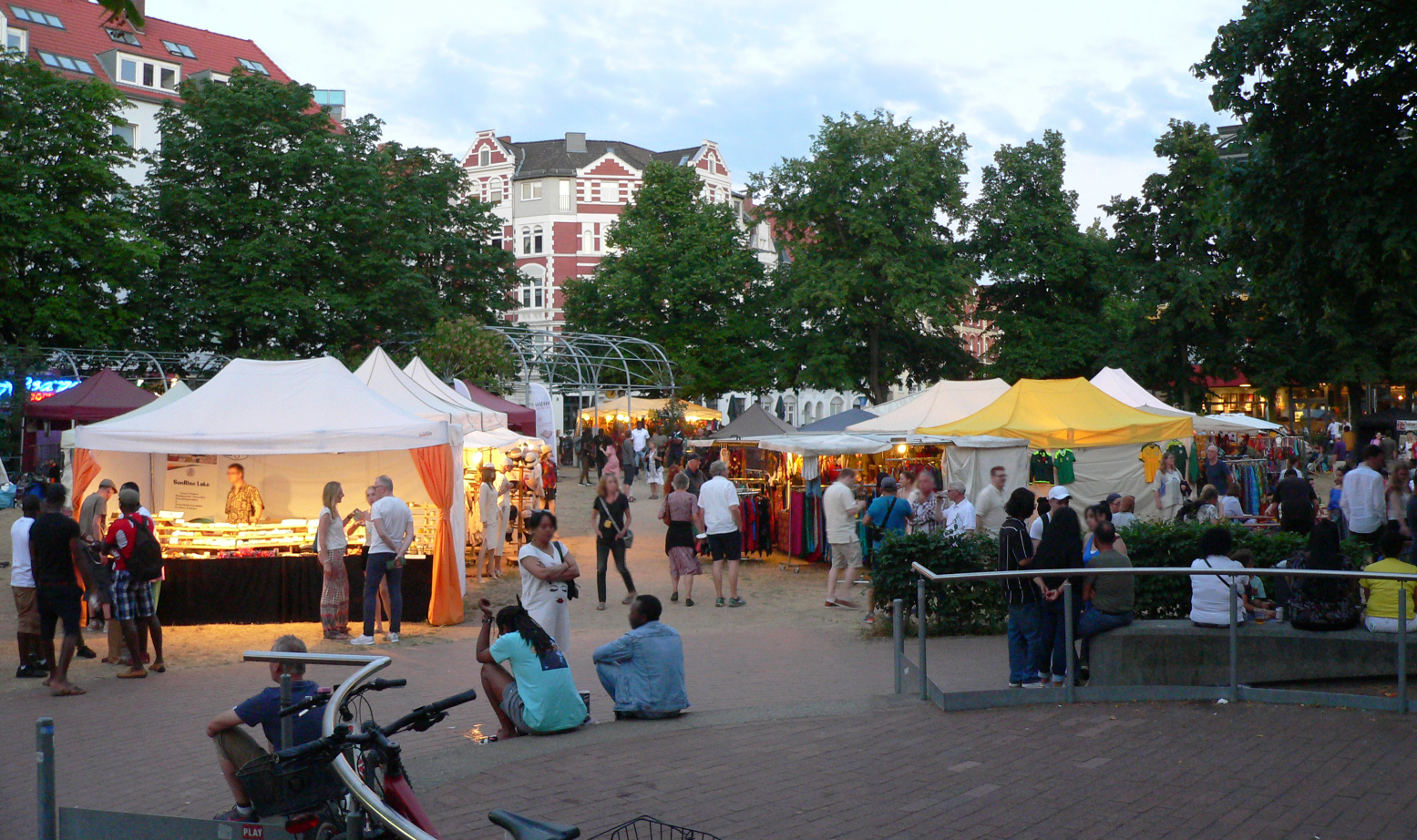
Weltmarkt auf dem Weißekreuzplatz, 2022

Traditionell endete das Festival mit dem Weltmarkt, der am letzten Festivalwochenende stattfand. Bei der kostenfreien Open-Air-Veranstaltung traten Tanzgruppen aus Hannover sowie internationale und hannoversche Musiker auf. Es gab internationales Street Food, Kunsthandwerk und Familienprogramm. Nach dem letzten Musikfestival beim 25-jährigen Jubiläum im Jahr 2022 soll der Weltmarkt als Open-Air-Veranstaltung auf dem Weißekreuzplatz weiterhin jährlich stattfinden.

## Tonträger
- Elena Ledda, Lila  Downs, Habib Koité, Sexteto Mayor u. a.: Masala-Weltbeat, Flow Fish, Hildesheim 2004[13]
- Va Naked Raven, Zap Mama und andere: Masala-Weltbeat 2, Flow Fish, Hildesheim 2006[14]
- Va Assad, Grine Kuzine und andere: Masala-Weltbeat 3, Flow Fish, Hildesheim 2006[15]